# 南钥沙洲
南钥沙洲由菲律宾管理，作为巴拉望岛卡拉延的一部分，是菲律宾占领的第七大岛屿。中华人民共和国、中华民国（台湾）和越南也对它拥有主权。双黄沙洲在其西南方。
1. ↑  . Asia Maritime Transparency Initiative.   [2022-01-07]. （原始内容存档于2022-01-07） （美国英语）.